# Ausås landskommun
Ausås landskommun var en tidigare kommun i dåvarande Kristianstads län.

## Administrativ historik
När 1862 års kommunalförordningar började gälla inrättades över hela landet cirka 2 400 landskommuner, de flesta bestående av en socken. Därutöver fanns 89 städer och 8 köpingar, som då blev egna kommuner.
Denna kommun bildades då i Ausås socken i Södra Åsbo härad i Skåne.
Vid kommunreformen 1952 bildade den storkommun genom sammanläggning med de tidigare kommunerna Starby och Strövelstorp.
År 1971 gick hela området upp i Ängelholms kommun.
Kommunkoden 1952-1970 var 1141.

### Kyrklig tillhörighet
I kyrkligt hänseende tillhörde kommunen Ausås församling. Den 1 januari 1952 tillkom Starby församling och Strövelstorps församling.

## Geografi
Ausås landskommun omfattade den 1 januari 1952 en areal av 89,88 km², varav 88,86 km² land.

### Tätorter i kommunen 1960
I Ausås landskommun fanns tätorten Strövelstorp, som hade 360 invånare den 1 november 1960. Tätortsgraden i kommunen var då 13,1 procent.

## Politik

### Mandatfördelning i valen 1938-1966
| 6 | 4 | 10 |

| 20 |

| 6 | 3 | 11 |

| 20 |

| 6 | 3 | 11 |

| 20 |

| 9 | 16 | 5 | 5 |

| 34 |

| 9 | 13 | 3 | 10 |

| 33 |

| 8 | 15 | 2 | 10 |

| 34 |

| 9 | 16 | 2 | 8 |

| 32 |

| 8 | 16 | 2 | 9 |

| 32 |